# Christian Daniel Rauch
Christian Daniel Rauch, född den 2 januari 1777 i Arolsen, Waldeck-Pyrmont, död den 3 december 1857 i Dresden, var en tysk skulptör.

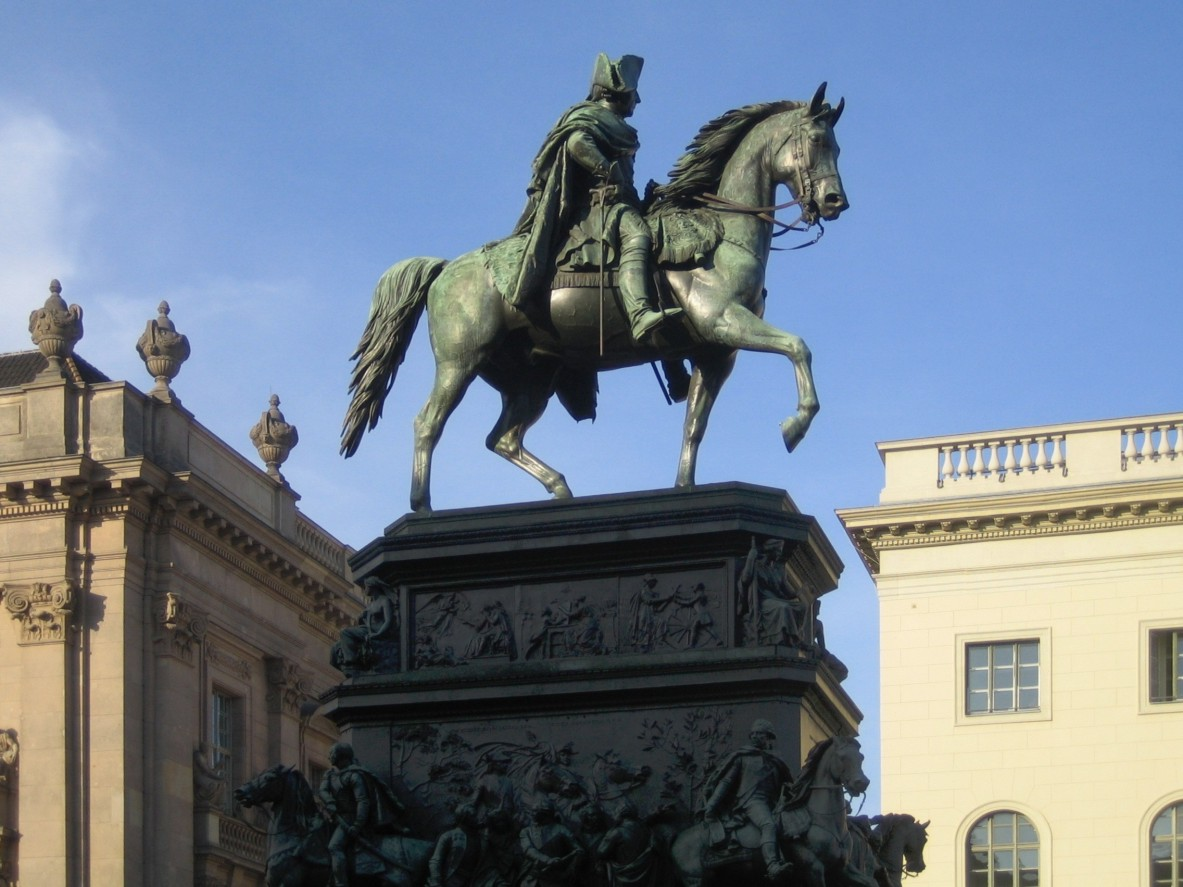
Ryttarstaty över Fredrik den store vid Unter den Linden i Berlin.

Rauch studerade 1790–97 för Friedrich Valentin i Arolsen och för Johann Christian Ruhl i Kassel, kom 1797 till Berlin och blev, medellös som han var, kammartjänare hos kungen. Med understöd från kungliga familjen studerade han 1802–1803 vid akademien hos Johann Gottfried Schadow, utställde 1802 en Endymion och 1803 en byst av drottning Louise av Mecklenburg-Strelitz. 
År 1804 begav han sig med ett stipendium för sex år till Rom, där han i preussiske ministern Wilhelm von Humboldts hus fick tillägna sig bildning. I sin konst påverkades han av Antonio Canova och Bertel Thorvaldsen utan att vara någonderas lärjunge. Han utförde bland annat gruppen Mars och den sårade Venus samt en staty av Humboldts dotter. 
Efter drottning Louises död 1810 befallde kung Fredrik Vilhelm III Humboldt att inbjuda Canova och Thorvaldsen att tävla om en minnesvård med drottningens liggande staty för hennes grav. Thorvaldsen avböjde inbjudan med påpekandet att kungen ägde egna konstnärer av förtjänst, varpå Rauch 1811 blev kallad till Berlin, tävlade och erhöll uppdraget. Minnesvården fullbordades 1814 (mausoleet i Charlottenburgs park, ett annat exemplar i ett tempel i parken i Potsdam). 
Bland de många arbeten Rauch sedan utförde märks statyer av generalerna Gerhard von Scharnhorst och Friedrich Wilhelm von Bülow (i marmor, 1822, vid Neue Wache, Unter den Linden), Gebhard Leberecht von Blücher (i brons i Berlin och i Breslau 1826), August Hermann Francke i Halle an der Saale, Johann Wolfgang von Goethe (1826, i Frankfurt am Main), Maximilian I Josef av Bayern (sittande, München 1829, uppställd 1835) och Albrecht Dürer (i Nürnberg, 1838). 
Rauchs mest omfattande verk blev monumentet över Fredrik II på Unter den Linden (1839, avtäckt först 1851; överst en ryttarstaty av kungen, helt realistiskt framställd i sin uniform med trekantig hatt på huvudet, ryttarkappan draperad över skuldrorna; runt omkring sockeln är en mängd porträttbilder, de flesta framställa Fredriks generaler; i de fyra hörnen sitter fyra av dem till häst). 
Som ett motstycke till drottning Louises sarkofag utförde Rauch Fredrik Vilhelm III:s sarkofag med en liggande bild av kungen (död 1840). För Walhalla vid Regensburg modellerade han sex stora segergudinnor (1833 ff.), som blev typbildande och högt beundrade. Sedan följde flera andra Viktorior, Danaider i Potsdam och annorstädes. 
Det andliga innehållet i Rauchs alster är osökt förmedlat med den klassiska formen, som bär vittne om grundligt antikstudium. Han utförde även statyetter, bland annat Goethe i nattrock (1828, slottet Babelsberg). Rauchs egentliga konstnärliga arv finns på Alte Nationalgalerie i Berlin. Det finns även ett Christian-Daniel-Rauch-Museum i Bad Arolsen. I Glyptoteket i Köpenhamn finns drottning Louises sarkofag och några byster i gipsavgjutning.

## Övrigt
Asteroiden 5266 Rauch är uppkallad efter honom.